# Lars Havstad
Lars Aanonsen Havstad, född 3 februari 1851 i Arendal, död 29 augusti 1913, var en norsk publicist.
Havstad miste vid fem års ålder hörseln och delvis synen; men han hade redan börjat läsa och arbetade sedan vidare på sin utbildning. Åren 1860–71 genomgick han F.G. Balchens skola för döva och blev sistnämnda år student efter en i allo uppseendeväckande examen.
Havstad, som tillhörde den moderata vänstern, var anställd som kopist i statsrevisionen, men vid sidan härav utvecklade han mångsidig publicistisk verksamhet. Så utgav han på Videnskabsselskabets bekostnad den historisk-statistiska avhandlingen Folketællingen i Norge 1664–66 (1875) och deltog med en rad broschyrer i den politiska diskussionen.
Till Johan Sverdrup stod Havstad i nära förhållande och ombesörjde (1882) utgivandet av hans tal. Tillsammans med P. Helgevold redigerade han 1894–97 den moderata tidningen "Eidsvold", som med mycken skicklighet kämpade för samfärdsmedlens utveckling. Han verkade även framgångsrikt på döv- och abnormskolans område.